# (1621) Druzhba
(1621) Druzhba est un astéroïde de la ceinture principale.

## Description
(1621) Druzhba est un astéroïde de la ceinture principale. Il fut découvert le 1er octobre 1926 à Simeis par Sergueï Beliavski. Il présente une orbite caractérisée par un demi-grand axe de 2,23 UA, une excentricité de 0,12 et une inclinaison de 3,2° par rapport à l'écliptique.

## Compléments